# Ovingham
Ovingham – wieś w Anglii, w hrabstwie Northumberland. Leży 17 km na zachód od miasta Newcastle upon Tyne i 401 km na północ od Londynu.